# Kamilonísi
Kamilonísi är en ö i Grekland.   Den ligger i prefekturen Nomós Dodekanísou och regionen Sydegeiska öarna, i den sydöstra delen av landet, 300 km sydost om huvudstaden Aten. Arean är 0,44 kvadratkilometer. Den sträcker sig 1,4 kilometer i nord-sydlig riktning, och 1,2 kilometer i öst-västlig riktning.